# Pestschanaja (Ob)
Die Pestschanaja (russisch Песча́ная) ist ein 276 km langer linker Nebenfluss des oberen Ob in der Republik Altai und in der Region Altai.

## Flusslauf
Die Pestschanaja entspringt am Nordhang des Sema-Kamms im nordwestlichen Altaigebirge in der Republik Altai. Sie fließt in überwiegend nördlicher Richtung durch das Bergland und erreicht die Ebene des Altaivorlands. Sie passiert das Rajon-Verwaltungszentrum Smolenskoje und mündet schließlich in den Oberlauf des Ob, 16 km unterhalb der Vereinigung der beiden Ob-Quellflüsse Katun und Bija.

## Hydrologie
Die Pestschanaja entwässert ein Areal von 5660 km². Der mittlere Abfluss am Pegel Totschilnoje 54 km oberhalb der Mündung beträgt 31,5 m³/s. Der Fluss wird hauptsächlich von der Schneeschmelze gespeist. Die größten Abflüsse erreicht die Pestschanaja in den Monaten April (88,70 m³/s) und Mai (83,61 m³/s).